# باشگاه فوتبال استانبول باشاق‌شهر
باشگاه فوتبال استانبول باشاق‌شهر (به ترکی استانبولی: İstanbul Başakşehir F.K.) باشگاه فوتبال ترکیه‌ای است که در سال ۲۰۱۴ در شهر استانبول تأسیس شده‌است و هم‌اکنون در سوپر لیگ فوتبال ترکیه بازی می‌کند. این باشگاه همچنین به دلایل تبلیغاتی با نام مدیپول باشاق‌شهر نیز شناخته می‌شود. ورزشگاه باشاق‌شهر فاتح تریم که از ورزشگاه‌های مدرن ترکیه محسوب می‌شود محل انجام بازی‌های خانگی این تیم می‌باشد. مهم‌ترین عنوان کسب شده توسط باشاق‌شهر یک نائب‌قهرمانی در سال ۲۰۱۱ در جام حذفی فوتبال ترکیه به‌شمار می‌رود و مقام دوم سوپر لیگ فوتبال ترکیه در سال ۲۰۱۷ است. این تیم در فصل ۲۰۱۹–۲۰۲۰ برای اولین بار در تاریخ خود قهرمان سوپر لیگ ترکیه شد. سرمربی این تیم 
امره بلوزاغلو است. همچنین هواداران این تیم ۱۴۵۳ نام دارند، که این نام خود را برگرفته از سال ۱۴۵۳ میلادی می‌باشد که سلطان محمد فاتح استانبول را فتح کرد. رجب طیب اردوغان رئیس‌جمهور ترکیه و پسرش از طرفداران این تیم محسوب می‌شوند. شماره دوازده این باشگاه به پاس قدردانی از اردوغان که یکبار با این شماره و در دیداری دوستانه با این تیم حضور یافت، برای همیشه بایگانی شده‌است.
از بازیکنان برتر این تیم می توان به مسعود اوزیل  اشاره کرد.
باشاق شهر، محله‌ای در قسمت اروپایی استانبول است. باشاق به معنی سنبله است.

## افتخارات

### لیگ داخلی
- سوپر لیگ فوتبال ترکیه
  - نائب‌قهرمان: ۱۷–۲۰۱۶
  - مقام سوم: ۱۸–۲۰۱۷
  - نائب قهرمان ۲۰۱۸—۱۹
  - قهرمان ۲۰۱۹–۲۰۲۰
- لیگ دسته اول فوتبال ترکیه
  - قهرمان: ۱۴–۲۰۱۳
  - نائب‌قهرمان: ۰۷–۲۰۰۶
- لیگ دسته دوم فوتبال ترکیه
  - قهرمان: ۹۳–۱۹۹۲، ۹۷–۱۹۹۶

### جام داخلی ترکیه
- جام حذفی فوتبال ترکیه
  - نائب‌قهرمان: ۱۱–۲۰۱۰، ۱۷–۲۰۱۶